# Jákó
Jákó is een plaats (község) en gemeente in het Hongaarse comitaat Somogy. Jákó telt 649 inwoners (2007).

## Voetnoten
1. 1 2  2007-es KSH-adatok